# TM東京スパークル
TM東京スパークル（TM Tokyo Sparkle）は、東京都を本拠地とするトヨタモビリティ東京の男子バレーボールチームである。2025-26シーズンはV.LEAGUE MEN 東地区に所属。

## 概要
1994年、東京都港区の東京トヨペット（現在はトヨタモビリティ東京に統合）社内にて、バレーボール好きが集まり創部された。2008年V・チャレンジリーグ昇格。
チーム名「スパークル」は、英語で閃光、輝き、きらめきの意味を持ち、チームに溢れんばかりの輝きをという願いが込められている。東京トヨペット時代は、当時のコーポレートカラーでもある「グリーン」を環境に優しいイメージとしてつけて「グリーンスパークル」だった。
2019年から2025年まではトヨタモビリティ東京スパークルとして活動。
事務局はトヨタモビリティ東京本社であり、ホームゲームは都内の体育館などで開催される。

## 歴史
1994年に東京トヨペット社内で創部。1998年から本格的に強化を開始。
1999年より地域リーグに参加。2001年の第21回大会では、東部リーグで準優勝、プレーオフでも準優勝を果たし、V1リーグ出場決定入替戦に出場。入替戦では連敗して昇格はならなかった。2003年の第23回大会、翌年第24回大会でも東部リーグで準優勝を果たすが、プレーオフでは3位となり昇格ならず。2005年の第25回大会でも東部大会で準優勝を果たし、プレーオフでも準優勝を果たすが、入替戦でトヨタ自動車に連敗し、またも昇格ならず。しかし、2008年の第28回大会でプレーオフで準優勝を果たし、V・チャレンジリーグのチーム数増加に伴い、自動昇格となった。
初参戦となった2008/09V・チャレンジリーグは11戦全敗。2009/10大会では初勝利を挙げるも最下位（11位）。
2010年、チーム愛称が「グリーンスパークル」になる。
2010/11・チャレンジリーグでは2勝するが最下位に終わった。以降も最下位を抜け出せずにいる。2014/15V・チャレンジリーグでも12位となり、2015/16シーズンから始まったV・チャレンジリーグIIへ組み込まれた。
2018年、新生V.LEAGUEにて3部のDivision3（V3リーグ）に在籍することとなった。V.LEAGUEライセンスはS3を取得。
2019年4月、東京トヨペットがトヨタ東京販売ホールディングスなどとの合併によりトヨタモビリティ東京に変わったためこのチーム名もトヨタモビリティ東京スパークルに変更。
2020-21シーズン、新型コロナウイルス感染症流行の影響を考慮して、V3リーグ出場を辞退した。
Vリーグ参入以来1シーズン2勝以下と下位に低迷のシーズンが続いていたが、2022-23シーズン、V3男子で11勝16敗の成績を挙げ躍進ぶりを見せた。
2024年、新たに生まれ変わるVリーグの初年度である2024-25シーズンのVリーグクラブライセンス申請を辞退した。これは、親会社・トヨタ自動車がこれとは別に「トヨタ自動車サンホークス」（豊田市）を所有し、同一企業母体の複数チーム保有（クロスオーナーシップ）がVリーグ規定で禁止されているため で、それにより、2024-25シーズンはVリーグに参加しないこととなった。チームの活動は継続する。
2025年3月19日に行われたJVL理事会においてトヨタサンホークス愛知とともに2025-26シーズンのVライセンス交付が承認され、TM東京スパークルとしてVリーグ復帰が内定した。

## 成績

### 主な成績
チャレンジリーグ
- 優勝 なし
- 準優勝 なし

チャレンジリーグII／V.LEAGUE DIVISION3 MEN
- 優勝 なし
- 準優勝 なし

黒鷲旗全日本選抜大会
- 優勝 なし
- 準優勝 なし

### 年度別成績

#### V・プレミアリーグ / V・チャレンジリーグ
| 所属         | 年度    | 最終 順位 | 参加 チーム数 | レギュラーラウンド | レギュラーラウンド | レギュラーラウンド | レギュラーラウンド | ポストシーズン | ポストシーズン | ポストシーズン |
| 所属         | 年度    | 最終 順位 | 参加 チーム数 | 順位               | 試合               | 勝                 | 敗                 | 試合           | 勝             | 敗             |
| ------------ | ------- | --------- | ------------- | ------------------ | ------------------ | ------------------ | ------------------ | -------------- | -------------- | -------------- |
| チャレンジ   | 2008/09 | 12位      | 12チーム      | 12位               | 11                 | 0                  | 11                 | -              | -              | -              |
| チャレンジ   | 2009/10 | 11位      | 11チーム      | 10位               | 14                 | 1                  | 9                  | 4              | 0              | 4              |
| チャレンジ   | 2010/11 | 11位      | 11チーム      | 11位               | 16                 | 2                  | 14                 | -              | -              | -              |
| チャレンジ   | 2011/12 | 11位      | 11チーム      | 11位               | 14                 | 1                  | 9                  | 4              | 0              | 4              |
| チャレンジ   | 2012/13 | 11位      | 11チーム      | 11位               | 20                 | 1                  | 19                 | -              | -              | -              |
| チャレンジ   | 2013/14 | 11位      | 11チーム      | 11位               | 20                 | 0                  | 20                 | -              | -              | -              |
| チャレンジ   | 2014/15 | 12位      | 12チーム      | 12位               | 22                 | 0                  | 22                 | -              | -              | -              |
| チャレンジII | 2015/16 | 7位       | 7チーム       | 7位                | 18                 | 2                  | 16                 | -              | -              | -              |
| チャレンジII | 2016/17 | 8位       | 8チーム       | 8位                | 21                 | 0                  | 21                 | -              | -              | -              |
| チャレンジII | 2017/18 | 10位      | 10チーム      | 10位               | 18                 | 0                  | 18                 | -              | -              | -              |

#### V.LEAGUE
| 所属      | 年度    | 最終 順位 | 参加 チーム数 | レギュラーラウンド | レギュラーラウンド | レギュラーラウンド | レギュラーラウンド | ポストシーズン | ポストシーズン | ポストシーズン | 備考            |
| 所属      | 年度    | 最終 順位 | 参加 チーム数 | 順位               | 試合               | 勝                 | 敗                 | 試合           | 勝             | 敗             | 備考            |
| --------- | ------- | --------- | ------------- | ------------------ | ------------------ | ------------------ | ------------------ | -------------- | -------------- | -------------- | --------------- |
| DIVISION3 | 2018-19 | 6位       | 6チーム       | 6位                | 20                 | 2                  | 18                 | -              | -              | -              |                 |
| DIVISION3 | 2019-20 | 4位       | 4チーム       | 4位                | 15                 | 1                  | 14                 | -              | -              | -              |                 |
| DIVISION3 | 2020-21 | -         | 4チーム       | 出場辞退           | 出場辞退           | 出場辞退           | 出場辞退           | -              | -              | -              |                 |
| DIVISION3 | 2021-22 | 4位       | 4チーム       | 4位                | 15                 | 1                  | 14                 | -              | -              | -              | 不戦敗4を含む。 |
| DIVISION3 | 2022-23 | 6位       | 10チーム      | 6位                | 27                 | 11                 | 16                 | -              | -              | -              |                 |
| DIVISION3 | 2023-24 | 10位      | 10チーム      | 10位               | 20                 | 5                  | 15                 | -              | -              | -              |                 |

## 選手・スタッフ(2024-25)

### 選手
| 背番号                               | 名前       | シャツネーム | 生年月日（年齢）       | 身長 | 国籍 | Pos | 在籍年  | 前所属       | 備考       |
| ------------------------------------ | ---------- | ------------ | ---------------------- | ---- | ---- | --- | ------- | ------------ | ---------- |
| 1                                    | 岩阪健太郎 | IWASAKA      | 1994年7月10日（30歳）  | 185  | 日本 | MB  | 2017年- | 日本大学     | キャプテン |
| 2                                    | 東拓巳     | HIGASHI      | 1998年7月29日（26歳）  | 185  | 日本 | OH  | 2021年- | 専修大学     |            |
| 3                                    | 岡本拓巳   | OKAMOTO      | 2001年10月18日（23歳） | 170  | 日本 | L   | 2023年- | 亜細亜大学   |            |
| 4                                    | 三村倖生   | MIMURA       | 2001年7月30日（23歳）  | 190  | 日本 | S   | 2023年- | 日本大学     |            |
| 6                                    | 宇佐美陽平 | USAMI        | 2001年4月17日（24歳）  | 185  | 日本 | OH  | 2023年- | 山梨学院大学 |            |
| 8                                    | 西河孝太   | NISHIKAWA    | 1996年5月30日（29歳）  | 181  | 日本 | OH  | 2019年- | 日本大学     |            |
| 9                                    | 天谷隼人   | AMAGAI       | 2000年7月22日（24歳）  | 189  | 日本 | MB  | 2022年- | 立正大学     |            |
| 10                                   | 野田雄介   | NODA         | 1996年12月21日（28歳） | 172  | 日本 | L   | 2019年- | 朝日大学     |            |
| 12                                   | 山﨑隆一   | YAMAZAKI     | 1999年6月17日（26歳）  | 182  | 日本 | MB  | 2023年- | 平成国際大学 |            |
| 13                                   | 高橋康介   | TAKAHASHI    | 2000年5月13日（25歳）  | 185  | 日本 | OH  | 2022年- | 日本大学     |            |
| 14                                   | 宇佐見勇成 | USAMI        | 2000年4月3日（25歳）   | 187  | 日本 | OH  | 2022年- | 平成国際大学 |            |
| 15                                   | 鶴田楓     | TSURUTA      | 2001年11月15日（23歳） | 184  | 日本 | OH  | 2023年- | 国士舘大学   |            |
| 18                                   | 鈴木浩大   | SUZUKI       | 1997年10月15日（27歳） | 182  | 日本 | S   | 2020年- | 明治大学     |            |
| 21                                   | 伊藤優介   | ITOH         | 1978年6月22日（47歳）  | 194  | 日本 | MB  | 2008年- | 富士フイルム | コーチ兼任 |
| 24                                   | 西片圭佑   | NISHIKATA    | 1984年4月8日（41歳）   | 183  | 日本 | OP  | 2008年- | 大東文化大学 |            |
| 90                                   | 紅林宏輝   | KUREBAYASHI  | 1998年11月19日（26歳） | 170  | 日本 | OH  | 2021年- | 日本大学     |            |
| 出典：チームSNS 更新：2024年10月21日 |            |              |                        |      |      |     |         |              |            |

### スタッフ
| 役職                                        | 名前     | 備考 |
| ------------------------------------------- | -------- | ---- |
| 部長                                        | 井上博巳 |      |
| 監督                                        | 松枝寿明 |      |
| コーチ兼選手                                | 伊藤優介 |      |
| コーチ                                      | 池田正一 |      |
| コーチ                                      | 大貫智博 |      |
| マネージャー                                | 廣橋沙季 |      |
| トレーナー                                  | 星名聖隆 | 新任 |
| マネージャー兼選手                          | 二宮正夫 |      |
| 出典：Vリーグ公式サイト 更新：2023年11月8日 |          |      |